# آرامگاه شاه سید رضا
بقعهٔ شاه سید رضا مربوط به دوره صفوی است و در یزد، خیابان ایرانشهر، برزن کوچه بندانِ محلهٔ چهارمنار واقع شده و این اثر در تاریخ ۲۵ اسفند ۱۳۷۸ با شمارهٔ ثبت ۲۶۰۴ به‌عنوان یکی از آثار ملی ایران به ثبت رسیده است.
این زیارتگاه بقعه‌ای است با گنبدی بلند و به اسلوب گنبدهای دیگر یزد (مانند شاه کمال، گنبد هشت و جز آنها…) که در اساس جزئی از مجموعهٔ بنای مفصلتری بوده‌است که هنوز آثار صفّه و ایوان غربی متصل به آن باقی است.
وسعت گنبد و کلفتی دیوارهای آن (بعد از بقعهٔ سید رکن الدین) از دیگر گنبدهای یزد بیشتر و هر ضلع آن ۹/۲۵ متر و ضخامت دیوارها ۲/۳۵ متر است.

تصویری از گنبد بقعۀ شاه سید رضا در دهۀ ۱۳۴۰ خورشیدی که دومین گنبد بزرگ خشتی یزد است

علت انتساب این بنا به مزار شاه سید رضا علی الظاهر به مناسبت وجود سنگ قبری از آن شاه سید رضا نامی است که در ۹۵۵ فوت شده‌است. معلوم نیست که آیا سنگ از آغاز در همین موضع بوده‌است یا آن را از جای دیگری بدین مقام آورده‌اند! مسلم است که بنا از آثار قرون هشتم هجری است و طبعاً ارتباطی با شاه سید رضا ندارد. نمی‌دانیم که بنا با کدام یک از ابنیهٔ مذکور در تواریخ یزد قابل تطبیق تواند بود.
در مورد آن حدس ضعیف این است که بقایایی از مدرسهٔ غیاثیهٔ چهارمنار باشد، و آن مدرسه‌ای بوده که امیر غیاث الدّین علی حسینی وزیر شاه ابواسحاق در سال ۷۴۰ ساخت و خود زیر گنبد آن به خاک سپرده شد.